# Normal People (série télévisée)
Pour l’article homonyme, voir Normal People.
Normal People est une mini-série télévisée dramatique irlandaise en douze épisodes d'environ 30 minutes réalisée par Lenny Abrahamson et Hettie Macdonald, produite par Element Pictures en association avec Screen Ireland, d'après le roman éponyme de l'auteure irlandaise Sally Rooney.
La série est mise en ligne le 26 avril 2020 dans la section BBC Three de BBC iPlayer, suivie d'une diffusion hebdomadaire dès le lendemain sur BBC One, alors qu'elle a été lancée sur RTÉ One en Irlande le 28 avril 2020. Aux États-Unis, elle est disponible sur la plateforme Hulu depuis le 29 avril 2020, et au Canada depuis le 27 mai 2020 sur le service CBC Gem. Au Québec, elle est diffusée depuis le 26 novembre 2020 sur le service ICI TOU.TV Extra. En France, elle est diffusée depuis le 16 juillet 2020 sur le service StarzPlay. La série a ensuite été diffusée depuis le 14 février 2022 sur France 5 et France.tv Slash,  depuis le 5 août 2024 sur Téva et depuis le 21 décembre 2024 sur M6+. La série reste inédite dans les autres pays francophones.

## Synopsis
La série suit la relation compliquée entre Marianne et Connell depuis leurs années lycée dans une petite ville de l'ouest de l'Irlande jusqu'à leurs études universitaires au Trinity College, à Dublin. Intelligent, athlétique et populaire, Connell est troublé par Marianne, une camarade intimidante, solitaire et non moins intelligente. Les premiers émois nés à l'abri du regard des autres survivront-ils à la lumière ?

## Distribution

### Acteurs principaux
- Daisy Edgar-Jones (VF : Joséphine Ropion) : Marianne Sheridan
- Paul Mescal (VF : Aurélien Raynal) : Connell Waldron

### Acteurs secondaires
- Sarah Greene (VF : Élisabeth Ventura) : Lorraine Waldron
- Aislín McGuckin (en) (VF : Pascale Chemin) : Denise Sheridan
- Eanna Hardwicke (VF : Gauthier Battoue) : Rob Hegarty
- Eliot Salt (VF : Laetitia Coryn) : Joanna
- India Mullen (VF : Kelly Marot) : Peggy
- Desmond Eastwood (VF : Clément Moreau) : Niall
- Sebastian de Souza (VF : Brice Ournac) : Gareth
- Fionn O'Shea (VF : Tom Trouffier) : Jamie
- Leah McNamara (en) (VF : Rebecca Benhamour) : Rachel Moran
- Seán Doyle (VF : Julien Crampon) : Eric
- Niamh Lynch (VF : Anna Ramade) : Karen
- Kwaku Fortune (en) (VF : Simon Koukissa) : Philip
- Clinton Liberty (VF : Grégory Quidel) : Kiernan
- Aoife Hinds (VF : Jessica Monceau) : Helen Brophy

 Source et légende : version française (VF) sur RS Doublage

## Épisodes
Les épisodes, sans titre, sont numérotés de un à douze. Les six premiers sont réalisés par Lenny Abrahamson et scénarisés par Sally Rooney et Alice Birch, et l'autre moitié réalisée par Hettie Macdonald (en) sur les scénarios d'Alice Birch, sauf le onzième épisode par Mark O'Rowe (en).

## Distinctions

### Nominations
- Golden Globes 2021 : 
  - Meilleure mini-série ou meilleur téléfilm
  - Meilleure actrice dans une mini-série ou un téléfilm pour Daisy Edgar-Jones